# 桓王
桓王（かんおう）は、周朝の第14代の王。太子洩父の子。父が即位前に早世していたため、王太孫に定められ、祖父の平王が崩御すると継いで即位した。
叔父に姫烈、姫狐（太子洩父の弟）がいる。
即位した後、諸侯の力を弱め、相対的に王権を強化する政策を実行した。また周領と鄭の領地が接しており、鄭が境界線を越えて黍（稷、キビ）を収穫したことから、族祖父（祖父の又従弟）にあたる鄭の荘公を卿士の職位より罷免し、これに不満を持った荘公は一切朝見を行わなくなり、周と鄭の関係も悪化している。前707年、桓王は蔡、衛、陳と連合して鄭を攻撃したが（繻葛の戦い）、撃退されてしまい、周王室の力の衰えを露呈する形になってしまった。
桓王が王権の強化に努めたが、周王室の衰退はとどまらず、諸侯間の紛争を阻止する影響力を失った。紀元前697年、桓王は崩御し、子の姫佗（荘王）が王位を継承した。
しかし、桓王は少子の儀叔克（姫克）を溺愛していたため、太子の姫佗が即位すると、王族の周公黒肩が儀叔克を擁立し、兄弟による相続争いに発展してしまった。